# Franz Pillinger
Franz Pillinger (* 9. April 1960 in Salzburg) ist ein österreichischer Komponist und Kontrabassist.

## Leben
Franz Pillinger ist der Sohn des Salzburger Musikers und Buchdruckers Rudolf Pillinger (1934–2018). Bereits im Alter von 9 Jahren erfolgte seine Aufnahme an der Universität Mozarteum Salzburg zum Klavier- und Tabla-Unterricht bei Hom Nath Upadyaya.
Von 1980 bis 1987 studierte er an der Expositur Oberschützen der Grazer Musikhochschule Kontrabass und von 1985 bis 1987 Harmonikale Grundlagenforschung an der Wiener Musikhochschule.
Zudem nahm er in den Jahren von 1994 und 1996 an Meisterkursen (Kontrabass) in Baden-Baden/Deutschland und Victoria/Kanada bei Gary Karr teil.
Im Jahr 1983 gründete Pillinger das Kontrabass-Quartett „Circus Bassissimus“, aus dem später das „Franz Pillinger Bass Quartett“ hervorging.
Seit dem Jahr 1991 tritt Franz Pillinger als Künstler immer wieder bei den Conventions der International Society of Bassists (ISB) in den USA und in Europa auf. Er gibt eigene Meisterkurse an verschiedenen Universitäten, u. a. an der Columbia University (New York), Iowa, Indianapolis, Vilnius, Curitiba, Goiania, München und am Konservatorium der Stadt Wien. Zudem ist er Mitglied der Jury für klassischen Solobass beim ISB-Wettbewerb in Houston (USA).

## Auszeichnungen (Auswahl)
- 1989: WDR-Kompositionspreis[1][2]
- 1994: Anerkennungspreis des Bundeskanzleramts Österreich für Kunst und Kultur[2]

## Werke (Auswahl)

### Ensemblemusik
- Legende von der Entstehung des Buches TaoTeKing – Quartett für vier Saxophone nach Texten von Bertolt Brecht (1983)[3]
- Kneiernzuck – Quartett für vier Saxophone nach Texten von Ernst Jandl (1985)[3]
- 2nd Quartet – „Suite Suisse“, Quartett (1986)[3]
- Suite Suisse – Bassgeigenquartett (1986)[3]
- Die vier Winde – Quartett für Saxophon (1987)[3]
- An meine Brüder – für Sprechgesang und Saxophonquartett (1988)[3]
- Pyramide – Fantastisches Musiktheater, Duo für Bassklarinette und Kontrabass mit Synthesizer (1988)[3]
- Frühe Nachkommen – Basseigenquartett (1991)[3]
- 3rd Quartet – „Die Äquatorial“ (1982)[3]
- Die Zauberbaßgeige – Bassgeigenquartett nach Mozart (1991)[3]
- Consort – Bassgeigenquartett (1992)[3]
- Whereto should I express – (Henry VIII.), Variationen für Bassgeigenquartett (1992)[3]
- 4th Quartet – „Ragazza“ (1992)[3]
- 5th quartet – „S.E.R.iously Deep“ (1994)[3]
- Meditation – Streichsextett (1994)[3]
- Salz der Erde – Quartett für Saxophon (1994)[3]
- S.E.R.iously DEEP – Bassgeigenquartett (1994)[3]
- Not Four But For U – 9 Movements for Recorder Trio (1998)[3]
- Four not but for U – für Blockflötentrio (1998)[3]
- Quintet for doublebass sur le nom del maitre Gary Karr (1999)[3]
- Two for CC – für Blockflöte, Kontrabass, Keyboard, Altzither (2004)[3]
- Du bist die Sonne – Quartett für Blockflöte, Orgel, Zither und Kontrabass mit Solostimme (2004)[3]
- Lux Aeterna – für Violine, Blockflöte, Kontrabass, Horn, Altzither, Keyboard (2004)[3]
- Granum Sinapsis – Sextett für zwei Tenorblockflöten, Horn, Altzither, Kontrabass und Keyboard mit Solostimme (2004)[3]

### Solomusik
- 1st Solo Sonata für Bassgeige (1986)[3]
- Erste Sonate für Bassgeige solo (1989)[3]
- Die Äquatorialneger der Salzburger Mozarthalbkugel ... – für Bassgeige solo (1990–1991)[3]
- Mono Bass Kultur – für Bassgeige solo (1992)[3]
- Frühe Nachkommen – für Bassgeige solo (1992)[3]
- Super l’homme armée – für Kontrabass solo (1993)[3]
- 2nd Solo Sonata – „Suite Surrealiste“ (1994)[3]
- New York Lights – Dritte Sonate für Bassgeige solo (1995)[3]
- Bassacaglia – Vierte Sonate für Bassgeige solo (1995)[3]
- Ave Maria de las Mercedes – für Bassgeige solo (1996)[3]
- Late (US-) Descendents – für Bassgeige solo (1997)[3]
- Malaguena – für Kontrabass solo (1997)[3]
- BassDadasDadaBass – für Bassgeige solo (1999)[3]
- Little Dragons Flight Dance – für Kontrabass solo (2000)[3]
- Rock on Koussy – für Kontrabass solo (2002)[3]
- 12 Zandler Etüden – für Kontrabass solo (2004–2005)[3]

### Bühnenmusik
- Der Zauberer Asriak – Theatermusik, Septett für zwei Violinen, zwei Violen, Saxophon, Perkussion und Violoncello (1986)[3]
- Pyramide – Fantastisches Musiktheater, Duo für Bassklarinette und Kontrabass mit Synthesizer (1988)[3]
- Geistertrilogie – Fantastisches Musiktheater (1988)[3]
- Gala de Dos – Fantastisches Musiktheater nach Texten von Paul Éluard (1989)[3]
- Ragazza – Bühnenmusik, Solo für Kontrabass (1989)[3]
- Eros-Ion – Fantastisches Musiktheater, Solo für Kontrabass (1992/1993)[3]
- Blaue Musik Rot – Fantastisches Musiktheater nach Texten von Alfonso El Sabio (1993)[3]
- Sidewalk – Bühnenmusik für Kontrabass und Tanz (1995)[3]
- Superstition – Solobassperformance mit Video (1995)[3]